# پرنده‌بال‌های جنوب آسیا
پرنده‌بال‌های جنوب آسیا (نام علمی: Troides) نام یک سرده از تیره پروانه‌های دم‌چلچله‌ای است.

## سرده‌ها و گونه‌ها
| سرده: Troides زیرسرده: Ripponia - بال‌پرنده‌ای ریپون – Rippon’s Birdwing زیرسرده: Troides - بال‌پرنده‌ای دکتر پلتن – Dr. Platen's Birdwing گروه گونه‌های: aeacus - بال‌پرنده‌ای طلایی – Golden Birdwing - بال‌پرنده‌ای تالاد سیاه – Talaud Black Birdwing - بال‌پرنده‌ای مگلان – Magellan Birdwing - بال‌پرنده‌ای جنوبی – Southern Birdwing - بال‌پرنده‌ای بورو – Buru Opalescent Birdwing - بال‌پرنده‌ای طلایی رادامانتوس – Golden Birdwing گروه گونه‌های: amphrysus - بال‌پرنده‌ای مالایا – Malay Birdwing - بال‌پرنده‌ای بورنئو – Borneo Birdwing - بال‌پرنده‌ای کونیفرا - بال‌پرنده‌ای میراندا – Miranda Birdwing گروه گونه‌های: haliphron - بال‌پرنده‌ای کریتون – Criton Birdwing - بال‌پرنده‌ای سیلانی – Sri Lankan Birdwing - بال‌پرنده‌ای هالیفرون – Haliphron Birdwing - بال‌پرنده‌ای سیمین – Silver Birdwing - بال‌پرنده‌ای ریدلی – Riedel's Birdwing - بال‌پرنده‌ای استادینگری - بال‌پرنده‌ای ون دو پول – van de Poll’s Birdwing گروه گونه‌های: helena - بال‌پرنده‌ای هلنا – Common Birdwing - بال‌پرنده‌ای درازنای خال‌مخالی – Oblong-spotted Birdwing | سرده: Trogonoptera - Trogonoptera brookiana – Rajah Brooke's Birdwing - مثلثی بال‌پرنده‌ای – Palawan Birdwing سرده: Ornithoptera زیرسرده: Aetheoptera - Ornithoptera victoriae – Queen Victoria's Birdwing زیرسرده: Ornithoptera - Ornithoptera aesacus – Obi Island Birdwing - Ornithoptera croesus – Wallace's Golden Birdwing - بال‌پرنده‌ای کنزی – Cairns Birdwing - Ornithoptera priamus – Common Green Birdwing - بال‌پرنده‌ای ریچموند – Richmond Birdwing زیرسرده: Schoenbergia - Ornithoptera chimaera – Chimaera Birdwing - Ornithoptera goliath – Goliath Birdwing - Ornithoptera meridionalis – Southern Tailed Birdwing - Ornithoptera paradisea – Paradise Birdwing - Ornithoptera rothschildi – Rothschild's Birdwing - Ornithoptera tithonus – Tithonus Birdwing زیرسرده: Straatmana - شاه‌بانو، الکساندرای بال‌پرنده‌ای – Queen Alexandra's Birdwing |